# Бленьян-Приньяк
Бленьян-Приньяк (фр. Blaignan-Prignac) — муніципалітет у Франції, у регіоні Нова Аквітанія, департамент Жиронда. Бленьян-Приньяк утворено 1 січня 2019 року шляхом злиття муніципалітетів Бленьян i Приньяк-ан-Медок. Адміністративним центром муніципалітету є Бленьян. Населення — 454 особи (01.01.2021).